# Петина
Петина је насељено место града Крушевца у Расинском округу. Према попису из 2022. било је 269 становника (према попису из 1991. било је 437 становника).
Овде се налази Манастир Петина.

## Демографија
У насељу Петина живи 288 пунолетних становника, а просечна старост становништва износи 44,3 година (43,1 код мушкараца и 45,4 код жена). У насељу има 101 домаћинство, а просечан број чланова по домаћинству је 3,50.
Ово насеље је у потпуности насељено Србима (према попису из 2002. године).
|  |

| Демографија | Демографија | Демографија |
| Година      | Становника  | Становника  |
| ----------- | ----------- | ----------- |
| 1948.       | 482         |             |
| 1953.       | 500         |             |
| 1961.       | 477         |             |
| 1971.       | 445         |             |
| 1981.       | 431         |             |
| 1991.       | 437         | 393         |
| 2002.       | 353         | 425         |

| Етнички састав према попису из 2002.‍ | Етнички састав према попису из 2002.‍ | Етнички састав према попису из 2002.‍ | Етнички састав према попису из 2002.‍ | Етнички састав према попису из 2002.‍ |
| ------------------------------------ | ------------------------------------ | ------------------------------------ | ------------------------------------ | ------------------------------------ |
|                                      |                                      |                                      |                                      |                                      |
| Срби                                 | Срби                                 |                                      | 353                                  | 100,0%                               |
| непознато                            | непознато                            |                                      | 0                                    | 0,0%                                 |

| Година пописа     | 1948. | 1953. | 1961. | 1971. | 1981. | 1991. | 2002. |
| ----------------- | ----- | ----- | ----- | ----- | ----- | ----- | ----- |
| Број домаћинстава | 88    | 96    | 109   | 108   | 107   | 102   | 101   |

| Број чланова      | 1  | 2  | 3  | 4  | 5  | 6  | 7 | 8 | 9 | 10 и више | Просек |
| ----------------- | -- | -- | -- | -- | -- | -- | - | - | - | --------- | ------ |
| Број домаћинстава | 18 | 25 | 11 | 12 | 14 | 14 | 6 | 1 | 0 | 0         | 3,50   |

| Пол    | Укупно | Неожењен/Неудата | Ожењен/Удата | Удовац/Удовица | Разведен/Разведена | Непознато |
| ------ | ------ | ---------------- | ------------ | -------------- | ------------------ | --------- |
| Мушки  | 144    | 37               | 95           | 12             | 0                  | 0         |
| Женски | 157    | 21               | 99           | 32             | 5                  | 0         |
| УКУПНО | 301    | 58               | 194          | 44             | 5                  | 0         |

| Пол    | Укупно                    | Пољопривреда, лов и шумарство | Рибарство                            | Вађење руде и камена | Прерађивачка индустрија       |
| ------ | ------------------------- | ----------------------------- | ------------------------------------ | -------------------- | ----------------------------- |
| Мушки  | 69                        | 38                            | 0                                    | 0                    | 12                            |
| Женски | 54                        | 36                            | 0                                    | 0                    | 7                             |
| УКУПНО | 123                       | 74                            | 0                                    | 0                    | 19                            |
| Пол    | Производња и снабдевање   | Грађевинарство                | Трговина                             | Хотели и ресторани   | Саобраћај, складиштење и везе |
| Мушки  | 3                         | 2                             | 4                                    | 0                    | 8                             |
| Женски | 0                         | 0                             | 8                                    | 0                    | 0                             |
| УКУПНО | 3                         | 2                             | 12                                   | 0                    | 8                             |
| Пол    | Финансијско посредовање   | Некретнине                    | Државна управа и одбрана             | Образовање           | Здравствени и социјални рад   |
| Мушки  | 0                         | 1                             | 0                                    | 1                    | 0                             |
| Женски | 0                         | 0                             | 0                                    | 2                    | 1                             |
| УКУПНО | 0                         | 1                             | 0                                    | 3                    | 1                             |
| Пол    | Остале услужне активности | Приватна домаћинства          | Екстериторијалне организације и тела | Непознато            | Непознато                     |
| Мушки  | 0                         | 0                             | 0                                    | 0                    | 0                             |
| Женски | 0                         | 0                             | 0                                    | 0                    | 0                             |
| УКУПНО | 0                         | 0                             | 0                                    | 0                    | 0                             |